# Pamela Stretton
Pamela Stretton (sinh ngày 15 tháng 4 năm 1980) là một nghệ sĩ người Nam Phi có công việc chủ yếu liên quan đến cơ thể phụ nữ và hàng hóa, làm đẹp và vai trò của nó trong văn hóa đại chúng. Hầu hết các tác phẩm của cô là các bản in phun mực kỹ thuật số kết hợp hình ảnh và văn bản; chúng là vật liệu tổng hợp của mã vạch, nhãn và quảng cáo tạo ra hình ảnh lớn hơn của mẫu phụ nữ. Các tác phẩm phần lớn là tự truyện, nhưng cũng mang chủ đề chung về văn hóa, thời trang, sức khỏe và thực phẩm phổ biến. Sự sáng tạo và tỉ mỉ của từng tác phẩm tham khảo các rối loạn ăn uống ám ảnh. Tương tự, cơ chế in lưới mô tả áp lực của sự hòa hợp. Phong cách của cô đã được gọi là phiên bản nữ giới của Chuck Close.

## Nghề nghiệp

### Giáo dục
Stretton đã nhận bằng Cử nhân Mỹ thuật (hạng xuất sắc) từ Đại học Rhodes năm 2002 và bằng Thạc sĩ Mỹ thuật (hạng xuất sắc) từ Đại học Cape Town năm 2005.

### Triển lãm
Triển lãm tốt nghiệp Đại học Rhodes năm 2002, Grahamstown
2003 Absa Lteltel, Johannesburg
2005 Sanlam Vuleka, Bellville, Cape Town
Triển lãm tốt nghiệp trường mỹ thuật Michaelis năm 2005, Cape Town
Triển lãm chân dung năm 2006. Hiệp hội nghệ thuật thị giác, Cape Town
Salon nghệ thuật thứ 15 năm 2006 tại The Bay, The Bay Hotel, Camps Bay, Cape Town
2006 Cơ quan được mã hóa, Hiệp hội nghệ thuật thị giác, Cape Town
Khách sạn Winchester 2006, Cape Town
Nghệ sĩ Nam Phi 2007, Phòng trưng bày ở Cork Street, London
Phòng trưng bày Rust en Vrede 2007, Durbanville
2007 Con đường nghệ thuật của khách hàng tư nhân FNB, Cultivaria, Paarl (được giám tuyển bởi nghệ sĩ)
Sức căng bề mặt 2007. Phòng trưng bày Nhiếp ảnh, Cape Town
Salon nghệ thuật thứ 16 năm 2007, Rose Korber Art, Camps Bay, Cape Town
2007 Spier Đương đại, Stellenbosch, Cape
2007 Bộ sản phẩm được mã hóa, Phòng trưng bày trên Quảng trường, Sandton, Johannesburg (phối hợp với Rose Korber Art, Cape Town)
2008 RE: CM (Về quản lý vốn) Triển lãm Salon, Cape Town